# JPEG 2000
JPEG 2000 (JP2) یک استاندارد و رمزگذاری فشرده‌سازی تصویر است که در سال ۲۰۰۰ توسط گروه مشترک کارشناسان گرافیک برپایهٔ نسخهٔ تبدیل کسینوسی گسسته-محور استاندارد JPEG (ایجاد شده در ۱۹۹۲) ارائه شده بود ایجاد شد.

## خصوصیات
این استاندارد قابلیت کاهش حجم فایل تصویر را بدون کاهش کیفیت آن داراست.

## پشتیبانی
اکثر مرورگرهای وب به جز سافاری از این پسوند حمایت نمی‌کنند و در بعضی از مرورگرها مانند فایرفاکس به وسیله افزونه امکان بازکردن این پسوند وجود دارد.

## حفره امنیتی
برپایه بعضی گزارش‌ها هکرها می‌توانند با دستکاری تصویرهای ایجاد شده توسط jepg2000 به سیستم کاربران نفوذ کنند.